# Ким Мин Хи
Ким Мин Хи (кор. 김민희; род. 1 марта 1982, Сеул, Республика Корея) — южнокорейская актриса. Наиболее известна своими ролями в фильмах: «Прямо сейчас, а не после» (2015), «Служанка» (2016), «Ночью у моря одна» (2017) и «Женщина, которая убежала» (2020).
Первая корейская актриса, удостоившаяся премии «Серебряный медведь» за лучшую женскую роль за работу в фильме «Ночью у моря одна». В 2020 году попала в список «25 величайших актёров 21 века» по версии The New York Times.

## Карьера

### 1999—2005: Начало карьеры
Ким Мин Хи начала работать моделью, когда училась в средних классах, и появлялась на обложках подростковых журналов. В 1999 году впервые сыграла роль старшеклассницы-бунтарки в телесериале «Школа», принесшая ей известность. Затем Ким снялась и в других дорамах и фильмах. Однако череда плохих актёрских ролей вызвала негативную реакцию у публики. Критики и зрители пренебрежительно называли её «привлекательной, но пустой актрисой».

### 2006—2014: Признание публики
В 2006 году, прочитав сюжет телесериала «Прощай, одиночество», Ким несколько раз прослушивалась на роль главной героини. Она прошла строгую актёрскую подготовку, включавшая в себя основные вокальные и дыхательные упражнения. Ким получила сценарий сериала раньше всех, анализировала свою героиню и практиковалась каждый день. Позже она призналась, что дорама заставила её почувствовать, что актёрство её истинное призвание, как будто она «наконец открыла первую страницу учебника». Ким Мин Хи получила хорошие отзывы за свою работу, и, несмотря на низкие рейтинги сериала, эта роль стала переломной в её карьере.
Последующие роли в кино помогли укрепить её карьеру. В 2008 году Ким снялась в комедии «Ведьмочки» о жизни трех женщин на разных этапах женственности. Ким Мин Хи сыграла начинающего сценариста, которая мучается из-за своей нестабильной карьеры и шаткого романа с бездельником-музыкантом. Критики похвалили её «неотразимую игру», а позже она стала «Лучшей актрисой» на Baeksang Arts Awards и премии кинокритиков Пусана.
В 2009 году присоединилась к актёрскому касту псевдодокументального импровизационного фильма «Актрисы».
В 2012 году Ким ещё больше расширила границы своего актёрского диапазона в психологическом триллере «Беспомощный». В интервью Ким призналась, что роль в этом фильме дала ей шанс показать, на что она способна как актриса, и добавила: «Теперь я по-другому отношусь к актёрской игре. Я действительно получаю удовольствие от выполнения своей работы». Ким Мин Хи выиграла «Лучшую женскую роль» на Buil Film Awards.
В 2013 году Ким снова получает хвалебные отзывы за роль в фильме «Самая обыкновенная пара». В отличие от типичной корейской романтической комедии, в фильме показаны более реалистичные отношения обычной пары. Во время благодарственной речи после победы в категории «Лучшая женская роль» на премии Baeksang Arts Awards 2013 Ким поблагодарила своего партнера по съёмкам Ли Мин Хи и режиссёра Но Док.

### С 2015: Участие в независимых фильмах

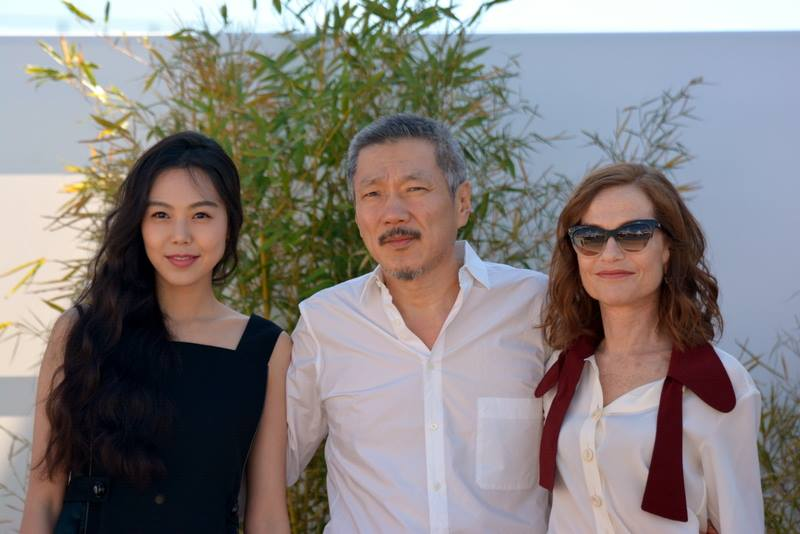
Ким Мин Хи (слева), режиссёр Хон Сансу и Изабель Юппер на Каннском кинофестивале 2017 года, где прошла премьера фильма «Камера Клэр» с участием обеих актрис

В 2015 году Ким Мин Хи начинает своё многолетнее сотрудничество с режиссёром Хон Сансу. Она снимается в его успешном фильме «Прямо сейчас, а не после», где выигрывает «Лучшую женскую роль» на премии кинокритиков Пусана.
Через год она получила главную роль в фильме Пак Чхан Ука «Служанка», за которую снискала международное признание.
В 2017 году Ким стала первой корейской актрисой, удостоившейся «Серебряного медведя» за лучшую женскую роль на 67-м Берлинском международном кинофестивале за роль в фильме «Ночью у моря одна». Далее она снимается в фильмах Хон Сансу «Камера Клэр», «На следующий день», «Трава» и «Отель у реки».
В 2020 Ким Мин Хи сыграла главную роль в фильме «Женщина, которая убежала», который выиграл «Серебряного медведя» за лучшую режиссуру на 70-м Берлинском международном кинофестивале. В том же году Ким заняла 16-е место в списке «25 величайших актёров 21 века» по версии The New York Times.

## Личная жизнь
В июне 2016 года начали появляться новости о романе Ким Мин Хи с режиссёром Хон Сансу. На премьере фильма «Ночью у моря одна» в марте 2017 года они подтвердили свои отношения.

## Фильмография
| Год  |   | Русское название           | Оригинальное название   | Роль           |
| ---- | - | -------------------------- | ----------------------- | -------------- |
| 1999 | с | Школа                      | 학교                    | Шин Хевон      |
| 2000 | с | Оглянись во гневе          | 성난 얼굴로 돌아보라    | Ли Хеджон      |
| 2000 | ф | Асако в рубиновых ботинках | 순애보                  | Миа            |
| 2000 | с | Мужчина Джульетты          | 줄리엣의 남자           | Болёу          |
| 2002 | ф | Сюрприз                    | 서프라이즈              | Хван Мирён     |
| 2002 | с | Невинный возраст           | 순수의 시대             | Джиюн          |
| 2004 | с | Моей невестке 19 лет       | 형수님은 열아홉         | Чхве Суджи     |
| 2006 | с | Прощай, одиночество        | 굿바이솔로              | Чхве Мири      |
| 2008 | ф | Ведьмочки                  | 뜨거운 것이 좋아        | Ами            |
| 2008 | с | Любовь и брак              | 연애결혼                | Ли Канхён      |
| 2009 | ф | Актрисы                    | 여배우들                | Ким Минхи      |
| 2011 | ф | Моби Дик                   | 모비딕                  | Сон Хё Кван    |
| 2012 | ф | Беспомощный                | 화차                    | Кан Сон Ён     |
| 2013 | ф | За камерой                 | 뒷담화: 감독이 미쳤어요 |                |
| 2013 | ф | Самая обыкновенная пара    | 연애의 온도             | Чанён          |
| 2014 | ф | Человек, который плакал    | 우는 남자               | Мокён          |
| 2015 | ф | Прямо сейчас, а не после   | 지금은맞고그때는틀리다  | Юн Хиджун      |
| 2016 | ф | Служанка                   | 아가씨                  | Госпожа Хидэко |
| 2017 | ф | Ночью у моря одна          | 밤의 해변에서 혼자      | Ёнхи           |
| 2017 | ф | Камера Клэр                | La camera de Claire     | Чон Манхи      |
| 2017 | ф | На следующий день          | 그 후                   | Сон Арым       |
| 2018 | ф | Трава                      | 풀잎들                  | Арым           |
| 2018 | ф | Отель у реки               | 강변 호텔               | Арым           |
| 2020 | ф | Женщина, которая убежала   | 도망친 여자             | Гамхи          |
| 2021 | ф | Вступление                 | 인트로덕션              |                |
| 2022 | ф | Фильм писательницы         | 소설가의 영화           |                |
| 2023 | ф | В воде                     | 물안에서                |                |

## Награды и номинации
| Награды и номинации                    | Награды и номинации | Награды и номинации                       | Награды и номинации      | Награды и номинации |
| Премия                                 | Год                 | Категория                                 | Работа                   | Результат           |
| -------------------------------------- | ------------------- | ----------------------------------------- | ------------------------ | ------------------- |
| Берлинский кинофестиваль               | 2017                | Лучшая женская роль                       | Ночью у моря одна        | Победа              |
| Голубой дракон                         | 2012                | Лучшая женская роль                       | Беспомощность            | Номинация           |
| Голубой дракон                         | 2013                | Лучшая женская роль                       | Самая обыкновенная пара  | Номинация           |
| Голубой дракон                         | 2013                | Награда за популярность                   | Самая обыкновенная пара  | Победа              |
| Голубой дракон                         | 2016                | Лучшая женская роль                       | Служанка                 | Победа              |
| Азиатская кинопремия                   | 2018                | Лучшая женская роль                       | На следующий день        | Номинация           |
| Ассоциация кинокритиков Остина         | 2016                | Лучшая актриса второго плана              | Служанка                 | Номинация           |
| Korean Film Awards                     | 2008                | Лучшая женская роль                       | Ведьмочки                | Номинация           |
| Премия кинокритиков Пусана             | 2008                | Лучшая женская роль                       | Ведьмочки                | Победа              |
| Премия кинокритиков Пусана             | 2016                | Лучшая женская роль                       | Прямо сейчас, а не после | Победа              |
| Buil Film Awards                       | 2012                | Лучшая женская роль                       | Беспомощность            | Победа              |
| Buil Film Awards                       | 2013                | Лучшая женская роль                       | Самая обыкновенная пара  | Номинация           |
| Buil Film Awards                       | 2016                | Лучшая женская роль                       | Служанка                 | Номинация           |
| Buil Film Awards                       | 2017                | Лучшая женская роль                       | Ночью у моря одна        | Номинация           |
| Wildflower Film Awards                 | 2016                | Лучшая женская роль                       | Прямо сейчас, а не после | Номинация           |
| Wildflower Film Awards                 | 2018                | Лучшая женская роль                       | Ночью у моря одна        | Номинация           |
| Wildflower Film Awards                 | 2019                | Лучшая женская роль                       | Трава                    | Номинация           |
| Chunsa Film Art Awards                 | 2016                | Лучшая женская роль                       | Прямо сейчас, а не после | Номинация           |
| Chunsa Film Art Awards                 | 2017                | Лучшая женская роль                       | Служанка                 | Номинация           |
| Chunsa Film Art Awards                 | 2018                | Лучшая женская роль                       | Ночью у моря одна        | Номинация           |
| Director’s Cut Awards                  | 2016                | Лучшая женская роль                       | Служанка                 | Победа              |
| Cine 21                                | 2016                | Лучшая женская роль                       | Служанка                 | Победа              |
| Cine 21                                | 2020                | Лучшая женская роль                       | Женщина, которая убежала | Победа              |
| International Cinephile Society Awards | 2017                | Лучшая женская роль                       | На следующий день        | Победа              |
| International Cinephile Society Awards | 2018                | Лучшая женская роль                       | Ночью у моря одна        | Runner-up           |
| Международный кинофестиваль в Хихоне   | 2017                | Лучшая женская роль                       | Ночью у моря одна        | Победа              |
| KOFRA Film Awards                      | 2012                | Лучшая женская роль                       | Беспомощность            | Номинация           |
| Women in Film Korea Awards             | 2013                | Лучшая женская роль                       | Самая обыкновенная пара  | Победа              |
| KBS Drama Awards                       | 1999                | Лучшая молодая актриса                    | Школа                    | Победа              |
| KBS Drama Awards                       | 2006                | Награда за выдающиеся достижения, Актриса | Прощай, одиночество      | Победа              |
| KBS Drama Awards                       | 2006                | Лучшая пара (с Ли Чжэ Рён)                | Прощай, одиночество      | Победа              |
| KBS Drama Awards                       | 2008                | Выбор нетизенов, Актриса                  | Любовь и брак            | Номинация           |
| KBS Drama Awards                       | 2008                | Лучшая пара                               | Любовь и брак            | Номинация           |
| SBS Drama Awards                       | 2000                | Лучшая новая актриса                      | Мужчина Джульетты        | Победа              |
| SBS Drama Awards                       | 2002                | Популярность среди нетизенов              | Невинный возраст         | Победа              |
| Baeksang Arts Awards                   | 2008                | Лучшая женская роль                       | Ведьмочки                | Победа              |
| Baeksang Arts Awards                   | 2012                | Лучшая женская роль                       | Беспомощность            | Номинация           |
| Baeksang Arts Awards                   | 2013                | Лучшая женская роль                       | Самая обыкновенная пара  | Победа              |
| Baeksang Arts Awards                   | 2013                | Самая популярная актриса                  | Самая обыкновенная пара  | Номинация           |
| Baeksang Arts Awards                   | 2017                | Лучшая женская роль                       | Служанка                 | Номинация           |